# Jan Kleyn
Jan Kleyn (Asperen, 18 april 1925 - Oosterhout, 1 april 2009) was een Nederlandse sprinter, die in de jaren na de Tweede Wereldoorlog naam maakte. Hij nam deel aan de Olympische Spelen van 1948 en werd enkele malen Nederlands kampioen.

## Biografie

### Militair kampioen in Berlijn
Kleyn begon met atletiek toen hij dertien jaar oud was, maar was daarnaast ook actief als voetballer, volleyballer en schaatser. Hij was achtereenvolgens lid van de Haagse atletiekverenigingen Trekvogels, SIOMO en Vlug & Lenig. Nadat hij in 1942 op de 300 m zijn eerste nationale jeugdtitel had veroverd, boekte Kleyn direct na de oorlog internationale successen door zowel in 1946 als 1947 tijdens de internationale militaire kampioenschappen in Berlijn op beide sprintnummers kampioen te worden. In eigen land herhaalde hij in 1947 bij de Nederlandse atletiekkampioenschappen deze prestatie.
In 1948 maakte Jan Kleyn deel uit van de 22 man sterke Nederlandse atletiekdelegatie naar de Spelen in Londen. Deze zouden vooral bekend worden als de Spelen van Fanny Blankers-Koen. Kleyn had er minder succes. In zijn serie 100 m werd hij, gehinderd door een blessure, slechts vierde en was daarmee uitgeschakeld voor de kwartfinale.

### OS en Nederlandse records
Het jaar erna behaalde hij op de 100 m zijn derde en laatste nationale titel. Datzelfde jaar was hij betrokken bij een verbetering van het nationale record op de 4 x 200 m estafette. Samen met Jan Lammers, Jo Zwaan en Chris van Osta kwam hij tot een tijd van 1.28,4. Twee jaar later maakte hij op hetzelfde atletiekonderdeel opnieuw deel uit van een team dat een record vestigde. Jan Kleyn, Bé Holst, Jan Lammers en Jo Zwaan realiseerden dat jaar 1.27,6. Deze tijd zou tot 1970 als nationaal record overeind blijven.
Over de deelname van Jan Kleyn aan een landenwedstrijd tegen Denemarken in 1947 bestaat het volgende vermakelijke verhaal. Kleyn, die al had gelopen op de 100, 200 en 4 x 100 m estafette, moest door de blessure van een 400 meterloper vervolgens ook nog eens als invaller optreden op de 4 x 400 m. "Als tweede loper liep ik tegen de sterkste 400 meterloper uit Denemarken. Bij de wissel had ik 2 meter voorsprong, stopte af, om de Deen de leiding te laten nemen en te trachten hem te volgen. De Deen had echter angst en bleef achter mij. Door steeds langzamer te lopen en ten slotte te gaan dribbelen, dacht ik dat hij wel de leiding zou nemen. Dat gebeurde niet. Het publiek begon te fluiten en Ad Paulen, als leider, was des duivels. Na 200 meter dribbelen kon ik echter gebruikmaken van de korte sprint en gaf ten slotte met voorsprong over aan de volgende loper. Waarschijnlijk is nergens ter wereld ooit een slechtere tijd gelopen op de 4 maal 400 meter. Ik kon ’s avonds echter deelnemen aan het diner wat anders waarschijnlijk niet het geval zou zijn geweest, omdat 400 meter voor mij een te lange afstand was." Aldus Jan Kleyn.

### Maatschappelijke en sportieve functies
Kleyn, die gedurende vier jaar sportofficier was bij de Koninklijke Luchtmacht en ook vijf jaar als conditietrainer bij de FC Den Haag actief was, had eveneens succes in het maatschappelijk leven: bij Delta Lloyd bereikte hij de functie van directeur verkoop.
Na beëindiging van zijn actieve atletiekloopbaan in 1952 vervulde hij verschillende bestuursfuncties binnen de KNAU. In 1967 werd hij voor zijn vele verdiensten onderscheiden met het Unie Erekruis, gevolgd door een benoeming tot Lid van Verdienste van de KNAU in 1994.

## Nederlandse kampioenschappen
| Onderdeel | Jaar       |
| --------- | ---------- |
| 100 m     | 1947, 1949 |
| 200 m     | 1947       |

## Persoonlijke records
| Onderdeel   | Prestatie | Datum            | Plaats   |
| ----------- | --------- | ---------------- | -------- |
| 100 m       | 10,5 s    | 23 mei 1948      | Rijswijk |
| 200 m       | 21,7 s    | 20 augustus 1947 | Rijswijk |
| verspringen | 6,94 m    | 1949             | Den Haag |

## Onderscheidingen
- Unie-erekruis in goud van de KNAU - 1967
- KNAU lid van verdienste - 1994